# Racopilum robustum
Racopilum robustum är en bladmossart som beskrevs av J. D. Hooker och William M. Wilson 1854. Racopilum robustum ingår i släktet Racopilum och familjen Racopilaceae. Inga underarter finns listade i Catalogue of Life.